# Tytus Kopisch
Tytus Kopisch (ur. ok. 1802, zm. 1847) – łódzki kupiec i przedsiębiorca lniarski, prowadził w Łodzi pierwszą przemysłową farbiarnię tkanin bawełnianych.
Przybył do Łodzi z Kowar na Dolnym Śląsku w 1828 i przy dzisiejszej ul. ks.bpa W. Tymienieckiego 5 (dawniej: św. Emilii), nieopodal ulicy Piotrkowskiej kupił od Daniela Illa fabrykę zwaną dziś Starym Bielnikiem lub Bielnikiem Kopischa (budowa bielnika, zainicjowana przez administrację rządową Królestwa Polskiego została zakończona w 1825). Protokół z kupna wymienia: „dwa domy jednopiętrowe z suterenami /.../ jedną łączną z sobą całość frontową tworzące, wraz z przynależnymi do tych domów śluzą i dwoma kołami wodnemi”.
Po kupnie fabryki, wsparty finansową pożyczką rządu Królestwa, rozbudował zakład i sprowadził do Łodzi tkaczy lnu ze Śląska, dla których wybudował 17 drewnianych domów parterowych. Tkacze ci byli zatrudnieni przy wyrobie płótna, a jego wykończeniem zajmowała się manufaktura Kopischa. Była ona jednym z większych zakładów lniarskich w Królestwie. Po powstaniu listopadowym firma podupadła i przestała się liczyć na rynku, a po dwudziestu kilku latach przedsiębiorstwo przestało być opłacalne. W 1847 Kopisch sprzedał firmę i powrócił do ojczyzny. Od lat 70. XIX w. właścicielem bielnika był Karol Wilhelm Scheibler.
Bielnik jest obecnie najstarszym zachowanym obiektem włókienniczej Łodzi